# Zemsta Sharpe’a
Zemsta Sharpe’a (ang. Sharpe’s Revenge) – brytyjski telewizyjny film historyczny z 1997 roku. Film jest częścią cyklu filmów o Richardzie Sharpie, zrealizowanego na podstawie serii powieści o tej postaci autorstwa Bernarda Cornwella.

## Fabuła
Zbliża się najważniejsza bitwa, która może zakończyć wojnę angielsko-francuską. Major Ducos rzuca podejrzenia na Richarda Sharpe'a o kradzież wielkiego skarbu Napoleona. Żona Sharpe'a wyjeżdża do Londynu i wiąże się z innym mężczyzną. Richard Sharpe musi uciec ścigającym go władzom, by oczyścić się z zarzutów i odzyskać Jane.

## Główne role
- Sean Bean – Richard Sharpe
- Ecrument Balakoglu – Gaston
- Leon Lissek – Juliot
- Daragh O’Malley – Patrick Harper
- Abigail Cruttenden – Jane Sharpe
- Cécile Paoli – Lucille
- Philip Whitchurch – Frederickson
- John Benfield – Calvet